# أندريه إيفان
أندريه إيفان (بالرومانية: Andrei Ivan) (4 يناير 1997 في رومانيا - ) هو لاعب كرة قدم روماني في مركز الهجوم. شارك مع منتخب رومانيا تحت 17 سنة لكرة القدم ومنتخب رومانيا تحت 19 سنة لكرة القدم ومنتخب رومانيا لكرة القدم. أما مع النوادي، فقد لعب مع رابيد فيينا ونادي كراسنودار ونادي يونيفيرسيتاتيا كرايوفا.

## وصلات خارجية
- أندريه إيفان على موقع الاتحاد الأوربي (الإنجليزية)
- أندريه إيفان على موقع قاعدة بيانات كرة القدم.إي يو (الإنجليزية)
- أندريه إيفان على موقع ناشيونال فوتبول تيمز (الإنجليزية)
- أندريه إيفان على موقع Soccerway.com (الإنجليزية)
- أندريه إيفان على موقع عالم كرة القدم.نت (الإنجليزية)
- أندريه إيفان على موقع AS.com (الإسبانية)